# ドナルドの海水浴
『ドナルドの海水浴』（ドナルドのかいすいよく、原題：Beach Picnic）は、ウォルト・ディズニー・プロダクション（現：ウォルト・ディズニー・カンパニー）が制作したアニメーション短編映画作品。ドナルドダック・シリーズの第14作である。

## あらすじ
ごちそうをたっぷり持って海水浴にやってきたドナルドは、ごちそうを食べる前に人泳ぎしようと馬型の浮き輪を海に浮かべて乗ろうとする。ところが、ドナルドは浮き輪を乗りこなせず海に落ちてしまい、浮き輪に対して本気で怒り出す。そこに、呑気に海辺で居眠りしているプルートが目に入り、ドナルドは馬型の浮き輪でプルートをからかい始めるのだが……。

## スタッフ
- 脚本：カール・バークス、ジャック・ハンナ
- 音楽：ポール・J・スミス
- 作画：アル・ユースター、シェイマス・カルヘイン他
- 監督：クライド・ジェロニミ

## 登場キャラクター
| キャラクター   | 原語版               | 旧吹き替え版 | 新吹き替え版 |
| -------------- | -------------------- | ------------ | ------------ |
| ドナルドダック | クラレンス・ナッシュ | 関時男       | 山寺宏一     |
| プルート       | リー・ミラー         | -            | -            |
| ナレーション   | -                    | 江原正士     | -            |

## 日本での公開

### 収録
- 『ドナルドダック・クロニクル Vol.1 限定保存版』（DVD、ブエナ・ビスタ・ホーム・エンターテイメント、新吹き替え版）